# Wapen van Bellingwolde

Het wapen van de voormalige gemeente Bellingwolde

Het wapen van Bellingwolde werd op 24 oktober 1894 per Koninklijk Besluit door de Hoge Raad van Adel aan de Groningse gemeente Bellingwolde toegekend. Vanaf 1968 is het wapen niet langer als gemeentewapen in gebruik omdat de gemeente Bellingwolde in de gemeenten Bellingwedde en Vlagtwedde op is gegaan.
Er is voor een afbeelding van het klooster Palmar gekozen omdat dit klooster een belangrijke rol in de omgeving speelde. Het klooster bestond vanaf begin 13e eeuw. In 1275 had het klooster een eigen zegel met het vermoedelijk fictief gebouw erop, zonder schild eromheen, dit zegel vormde de basis voor het wapen van de gemeente Bellingwolde. Het wapen werd op 23 juni 1894 aangevraagd, op 3 oktober 1894 gaf de Hoge Raad van Adel aan geen bezwaar tegen het wapen te hebben en verleende drie weken later het wapen aan de gemeente. Hoewel er geen kleuren bekend waren, werd het wapen niet in de rijkskleuren verleend maar als een zilveren gebouw op een blauw schild.

## Blazoenering
De blazoenering van het wapen luidde als volgt:
Van lazuur beladen met een in Romaanse stijl opgetrokken kloostergebouw (voorstellende het voormalige klooster Palmar te Reiderland) van zilver.
Het schild is blauw van kleur met daarop een zilveren kloostergebouw, het gebouw is vormgegeven naar het voormalige klooster Palmaer. De gemeente voerde geen kroon of schildhouder(s) bij het wapen.

## Overeenkomstig wapen

Het wapen van Reiderzijlvest

Adorp
· Aduard
· Appingedam
· Baflo
· Bedum
· Beerta
· Bellingwedde
· Bellingwolde
· Bierum
· De Marne
· Delfzijl 
· Eemsmond
· Eenrum
· Ezinge
· Finsterwolde
· Grijpskerk
· Grootegast
· Haren
· Hefshuizen
· Hoogezand
· Hoogezand-Sappemeer
· Hoogkerk
· Kantens
· Kloosterburen
· Leek
· Leens
· Loppersum
· Marum
· Meeden
· Menterwolde
· Middelstum
· Midwolda
· Muntendam
· Nieuweschans
· Nieuwe Pekela
· Nieuwolda
· Noordbroek
· Noorddijk
· Oldehove
· Oldekerk
· Onstwedde
· Oosterbroek
· Oude Pekela
· Reiderland
· Sappemeer
· Scheemda
· Slochteren
· Stedum
· Ten Boer
· Termunten
· Uithuizen
· Uithuizermeeden
· Ulrum
· Usquert
· Vlagtwedde
· Warffum
· Wedde
· Wildervank
· Winschoten
· Winsum
· 't Zandt
· Zuidbroek
· Zuidhorn